# Pierfrancesco Maran
Pierfrancesco Maran (Milano, 27 maggio 1980) è un politico italiano, assessore comunale di Milano dal 2011 al 2024 ed europarlamentare dal 2024.

## Biografia
Nato a Milano, è cresciuto nel quartiere di Porta Venezia. Dopo il liceo Volta si laurea in Scienze Politiche alla Statale di Milano con una tesi sulla Rivoluzione arancione in Ucraina e inizia l'attività professionale di consulente aziendale. Sposato, ha due figli che per scelta dei genitori hanno il doppio cognome.
Nel 2018 ha avuto grande eco mediatica la notizia, pubblicata su vari organi d'informazione, di un'intercettazione emersa dagli atti di una inchiesta della Procura di Roma nella quale alcuni indagati per corruzione raccontano l'offerta fatta a Maran - allora Assessore all'Urbanistica - di un appartamento che lui ha rifiutato.
Ha scritto il libro "Le città visibili. Dove inizia il cambiamento del Paese", Solferino 2022, che partendo dalla sua storia politica e dall'esperienza del governo del centrosinistra a Milano ragiona sulle trasformazioni in atto nelle grandi città europee anche alla luce della pandemia.

### Attività politica

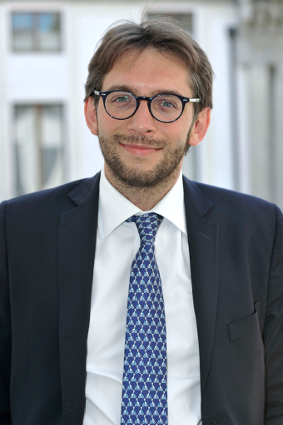
Maran nel 2019

Eletto la prima volta nelle istituzioni giovanissimo, Maran è consigliere della Zona 3 di Milano per due mandati dal 1997 al 2006, occupandosi principalmente delle tematiche legate alla sosta e ai parcheggi e della difesa e dello sviluppo del territorio. Nel 2006 diventa consigliere comunale di Milano, eletto nella lista dell'Ulivo. Durante la consiliatura a Palazzo Marino è membro della Commissione mobilità e ambiente del Comune di Milano. Nel 2008 fonda il circolo nativo democratico 02PD insieme, tra gli altri, alla parlamentare Lia Quartapelle.
Nelle elezioni comunali del 2011 è il secondo candidato più votato del Partito Democratico ed è l'assessore più giovane della giunta di Giuliano Pisapia con delega alla Mobilità, Ambiente, Acqua pubblica, Energia e Metropolitane. Nelle elezioni comunali di Milano del 2016 è di nuovo il secondo più votato ed è confermato in giunta dal sindaco Giuseppe Sala, con deleghe all'Urbanistica, al Verde e all'Agricoltura.
Nel 2021 si ricandida a sostegno di Sala come capolista del PD e grazie a più di 9mila preferenze risulta il consigliere comunale più votato addirittura di tutta Italia, venendo riconfermato in giunta. Al suo terzo mandato consecutivo come assessore comunale assume le deleghe alla Casa e al Piano Quartieri.
Nel 2022, in vista delle elezioni regionali lombarde, invita la coalizione di centrosinistra a scegliere il candidato Presidente per Regione Lombardia da opporre ad Attilio Fontana attraverso le primarie.
In occasione delle elezioni europee del 2024, Maran si candida all'Europarlamento con il PD nella circoscrizione Italia nord-occidentale: Maran ottiene 45.550 preferenze e, a seguito della scelta di Alessandro Zan che opta per la circoscrizione Italia nord-orientale, viene eletto europarlamentare.
Al Parlamento europeo
Maran fa parte di IMCO Commissione per il mercato interno e la protezione dei consumatori; DSEE Delegazione per le relazioni con la Bosnia-Erzegovina e il Kosovo, inclusi il comitato parlamentare di stabilizzazione e di associazione UE-Bosnia-Erzegovina e il comitato parlamentare di stabilizzazione e di associazione UE-Kosovo; DEPA Delegazione all'Assemblea parlamentare Euronest di cui è Coordinatore per il gruppo S&D.
È inoltre membro sostituto di EMPL Commissione per l'occupazione e gli affari sociali; DSCA Delegazione al comitato parlamentare di partenariato UE-Armenia, alla commissione parlamentare di cooperazione UE-Azerbaigian e alla commissione parlamentare di associazione UE-Georgia.
Segretario d'aula della delegazione PD all'interno del gruppo S&D, per il gruppo europeo dei socialisti e democratici è relatore ombra per il regolamento sul fine vita dei veicoli (ELV - End of Life Vehicles) ed EDIP, cioè il Programma Europeo per l'Industria della Difesa.